# Тугаєво (Гафурійський район)
Туга́єво (рос. Тугаево, башк. Туғай) — присілок у складі Гафурійського району Башкортостану, Росія. Входить до складу Утяковської сільської ради.
Населення — 270 осіб (2010; 309 в 2002).
Національний склад:
- башкири — 49%
- татари — 27%